# 호잘르구
호잘르구(아제르바이잔어: Xocalı rayonu)는 아제르바이잔 서부에 위치한 구로 행정 중심지는 호잘르이며 면적은 970km2, 인구는 25,332명이다. 아르차흐 공화국이 존재하던 시절에는 행정 구역상으로 나고르노카라바흐에 속했다. 아르차흐 공화국에서는 아그담구의 북부를 합쳐 아스케란주로 통치했다.

## 같이 보기
- 라츤
- 아그담
- 슈샤